# Фірсенко Максим Васильович

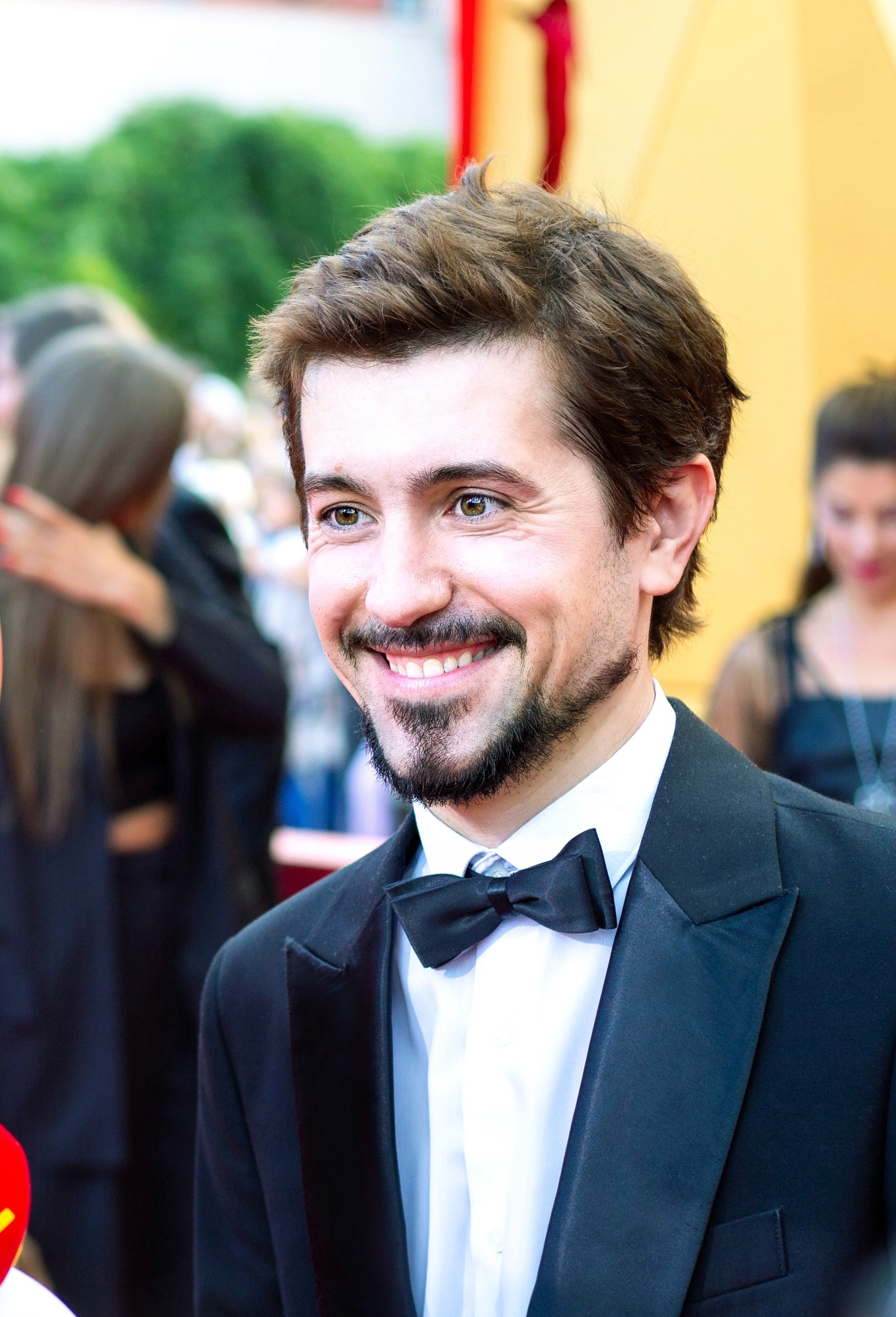

Максим Васильович Фірсенко (нар. 26 вересня 1984 року, Одеса) — український кінопродюсер, сценарист, режисер та актор, член Української кіноакадемії, директор Кіностудії «Порто-Франко Фільм».

## Біографія
Народився 26 вересня 1984 року в Одсеі в сім'ї міліціонера та перекладача німецької мови.
У 2006 році закінчив Одеський національний університет імені І. І. Мечникова за спеціальністю «Журналістика». У 2009 році закінчив Одеський регіональний інститут державного управління Національної академії державного управління при Президентові України за спеціальністю «Державне управління».

## Фільмографія
Фірсенко продюсував стрічки різних форматів: короткометражні, документальні та повнометражні фільми.

### Продюсер
Короткометражні фільми
- (2006) «Кафедра журналістики 2005: Будні та свята», 16 хв. (режисер Максим Фірсенко) — випускна робота (документальний фільм) на спеціальності «Журналістика» Одеського національного університету ім. І. І. Мечникова
- (2008) «DeadWorld», 2 хв. (режисер Максим Фірсенко) — соціальна реклама знята в рамках конкурсу Film Your Issue.
- (2009) «Продати Караваджіо», 10 хв. (режисер Максим Фірсенко) — випускна робота (короткометражний художній фільм) в  Одеській кіношколі ім. Віри Холодної.
- (2009) «Музики-мандрівники», 5 хв. (режисер Анастасія Храмова) — випускна робота (короткометражний документальний фільм) в  Одеській кіношколі ім. Віри Холодної.
- (2011)  Покоління, 8 хв. (режисер Максим Фірсенко) — короткометражний фільм.
- (2011) «Шаббат», 25 мин. (режисер Юрій Садомський) телефільм.
- (2012) «Шуточка» (режисер Олександр Драглюк) — короткометражний фільм з альманаху  У кожного свій Чехов.
- (2012) «Post Scriptum» (режисер Анастасія Храмова) — короткометражний фільм з альманаху  У кожного свій Чехов.
- (2012) «Драма без кави та цигарок» (режисер Максим Фірсенко) — короткометражний фільм з альманаху У кожного свій Чехов.
- (2012) «Гіркі забобони» (режисер Віктор Тросін) — короткометражний фільм з альманаху  У кожного свій Чехов.
- (2014) Олександр Довженко. Одеський світанок 25 хв. (режисер Артем Антонченко) — короткометражний документальний фільм.
- (2017) «Чаклун Гнат та люди» 11 хв. (режисер Максим Фірсенко) — короткометражний фільм за мотивами оповідання  Віктора Пєлєвіна[2].

Повнометражні фільми
- (2012) У кожного свій Чехов альманах[3].
- (2013) Не хочу помирати режисер Аліса Павловська.[4].
- У пост-продакшині Егле: Королева Вужів режисер Федір Александрович, Артем Рижиков.
- У пост-продакшині Південний сценарій режисер Володимир Мірзоєв, Захар Хунгурєєв.[5]
- Не завершений Колесо Фортуни: Сага про Злиднів режисер Максим Фірсенко, проект заморожений на стадій виробницта через складнощі в російсько-українських відносинах.[6].

### Режисер
- (2006) «Кафедра журналістики 2005: Будні та свята», 16 хв. — випускна робота (документальний фільм) на спеціальності «Журналістика» Одеського національного університету ім. І. І. Мечникова
- (2008) «DeadWorld», 2 хв. соціальна реклама знята в рамках конкурсу Film Your Issue.
- (2009) «Продати Караваджіо», 10 хв. — випускна робота (короткометражний художній фільм) в  Одеській кіношколі ім. Віри Холодної.
- (2011) Покоління, 8 хв. — короткометражний фільм.
- (2011) «Шаббат», 25 мин. (співрежисер, режисер Юрій Садомський) — телефільм.
- (2012) «Драма без кави та цигарок» — короткометражний фільм з альманаху  У кожного свій Чехов.
- (2017) «Чаклун Гнат та люди» 11 хв. — короткометражний фільм за мотивами оповідання  Віктора Пєлєвіна.
- Колесо Фортуни: Сага про Злиднів — проект заморожений на стадій виробницта через складнощі в російсько-українських відносинах.

### Сценарист
- (2006) «Кафедра журналістики 2005: Будні та свята», 16 хв. (режисер Максим Фірсенко) — випускна робота (документальний фільм) на спеціальності «Журналістика» Одеського національного університету ім. І. І. Мечникова
- (2008) «DeadWorld», 2 хв. (режисер Максим Фірсенко) — соціальна реклама знята в рамках конкурсу Film Your Issue.
- (2009) «Продати Караваджіо», 10 хв. (режисер Максим Фірсенко) — випускна робота (короткометражний художній фільм) в  Одеській кіношколі ім. Віри Холодної.
- (2011) Покоління, 8 хв. (режисер Максим Фірсенко) — короткометражний фільм.
- (2012) «Драма без кави та цигарок» (режисер Максим Фірсенко) — короткометражний фільм з альманаху  У кожного свій Чехов.
- (2017) «Чаклун Гнат та люди» 11 хв. (режисер Максим Фірсенко) — короткометражний фільм за мотивами оповідання Віктора Пєлєвіна.
- Колесо Фортуни: Сага про Злиднів (режисер Максим Фірсенко), проект заморожений на стадій виробницта через складнощі в російсько-українських відносинах.

### Актор
- (2006) фільм «Іноземці» (режисер Олексій Колмогоров) — відвідувач кафе, офіціянт.
- (2006) документалка «Кафедра журналістики 2005: Будні та свята» (режисер Максим Фірсенко) — грає самого себе.
- (2007) фільм Повернення мушкетерів, або Скарби кардинала Мазаріні (режисер Георгій Юнгвальд-Хількевич) — французький офіцер.
- (2008) реклама «DeadWorld», (режисер Максим Фірсенко) — головна роль.
- (2009) короткометражка «Продати Караваджіо» (режисер Максим Фірсенко) — відвідувач бару.
- (2009) короткометражка «Радіомашина» (режисер Людмила Соколова) — хлопець.
- (2011) короткометражка Покоління (режисер Максим Фірсенко) — пасажир в автобусі.
- (2011) телефільм «Шаббат»(режисер Юрій Садомський) — автомийник.
- (2011) документалка «Восьмий» (режисер Миколай Бондарчук, Миколай Єрьомін) — грає самого себе [7].
- (2012) альманах  У кожного свій Чехов (альманах) — маньяк.
- (2014) докудрама Олександр Довженко. Одеський світанок (режисер Артем Антонченко) — актор кіностудії.
- (2017) документалка Prince parmi les hommes (режисер Stephan Crasneanscki) — грає самого себе.
- фільм  Південний сценарій (режисер  Володимир Мірзоєв, Захар Хунгурєєв) — перехожий.